# جیم دیکینسون
جیم دیکینسون (انگلیسی: Jim Dickinson؛ ۱۵ نوامبر ۱۹۴۱ – ۱۵ اوت ۲۰۰۹) یک موسیقی‌دان اهل ایالات متحده آمریکا بود.